# Francesco Foggia

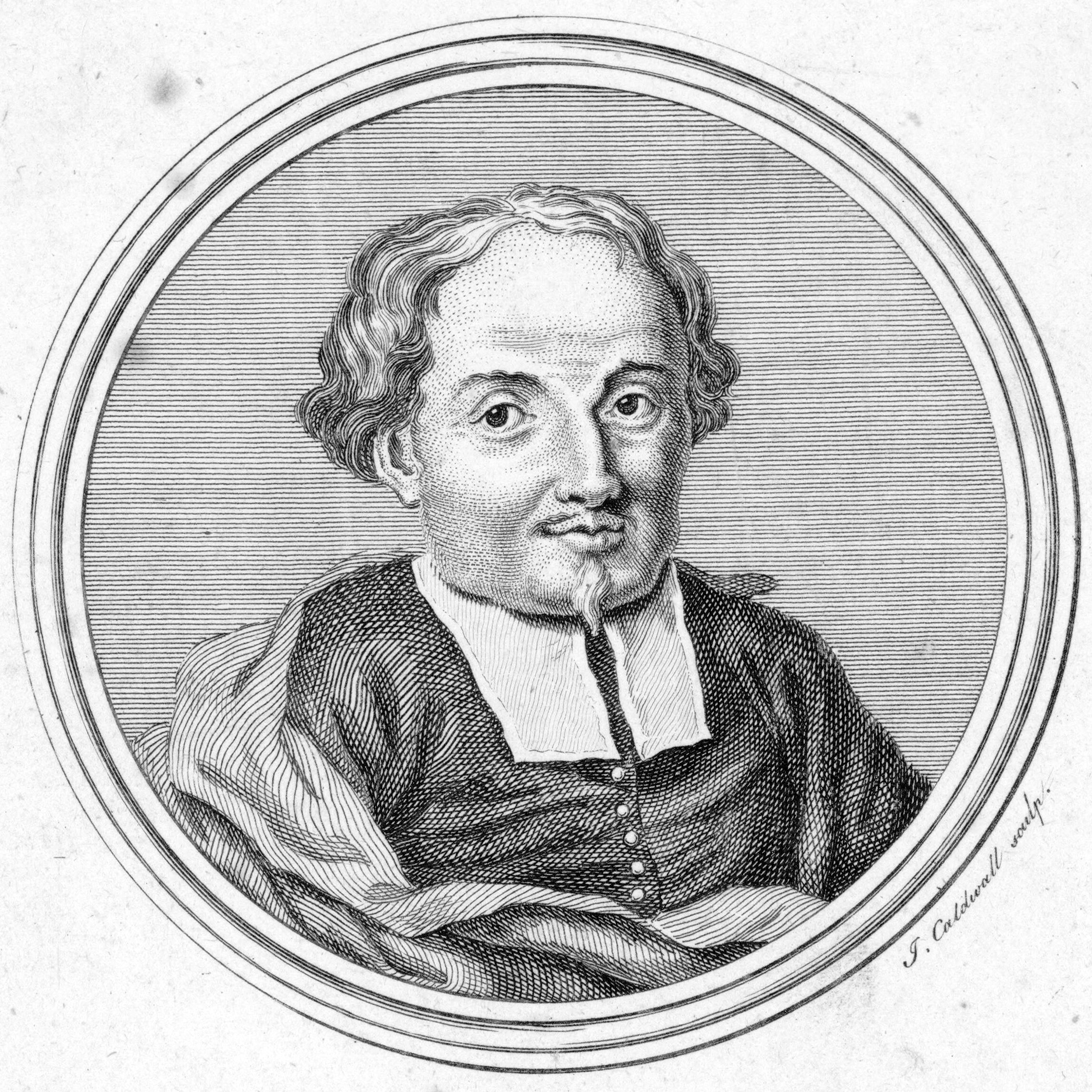
Francesco Foggia

Francesco Foggia (* 1604 in Rom; † 8. Januar 1688 ebenda) war ein italienischer Komponist des Barock.

## Leben
Foggia war Knabensopran am Collegium Germanicum der Jesuiten in Rom und Schüler von Antonio Cifra, Giovanni Maria Nanino und Paolo Agostini. Danach war er vermutlich am Hof des bayerischen Kurfürsten Maximilian I. in München und danach auch in Wien angestellt. Später war er an verschiedenen Kirchen Roms als Organist tätig. Von Oktober 1634 an war er für zwei Jahre an der Kapelle von Santa Maria in Trastevere, von Dezember 1636 bis 1662 wird er als Kapellmeister der Patriarchalbasilika San Giovanni in Laterano genannt. Im Jahr 1667 gab er als Kapellmeister der Basilika San Lorenzo in Damaso einen Sammelband Psalmodia Vespertina heraus, der einen Querschnitt seines Schaffens enthielt, und der Psalmen, Magnificats und Marienantiphonen enthält. Von 1677 bis zu seinem Tod war er Kantor an der Patriarchalbasilika Santa Maria Maggiore in Rom, sein Sohn Antonio Foggia folgte ihm im Amt nach. Francesco Foggia, der in Rom mehrere Kapellmeistertitel auf Lebenszeit erhielt, gilt als letzter großer Vertreter der Römischen Schule und einer der einflussreichsten römischen Kapellmeister des 17. Jahrhunderts. Er starb hochgeehrt in Rom.

## Werke (Auswahl)
- Beatus ille servus, 4-stimmige Motette für Männerchor und b.c., Braun-Peretti Bonn 1984
- Beatus vir qui timet dominum, Manuskript in Düben-Sammlung, Verlag C. Hofius Ammerbuch, 2007
- Celebrate o fideles (1646), Manuskript in Düben-Sammlung
- Cessate, deh, Cessate für Sopran und b.c., Cantio Sacra, Bd. 38, hrsg. von Rudolf Ewerhart, Verlag Edmund Bieler Köln 1976
- Confitebor tibi domine, Manuskript in Düben-Sammlung, Verlag C. Hofius Ammerbuch, 2007
- David fugiens a facie Saul, Oratorium[8]
- De valle lacrimarum für Solostimme und b.c., Cantio Sacra, Bd. 28, hrsg. von Rudolf Ewerhart, Verlag Edmund Bieler Köln
- Dixit Dominus Domino meo, Verlag C. Hofius Ammerbuch, 2007
- Domine quinque talenta, Manuskript in Düben-Sammlung
- Egredimini addicte Christi nomini, Manuskript in Düben-Sammlung
- Eccelsi lumini cultures, Manuskript in Düben-Sammlung
- Exultantes et laetantes, Manuskript in Düben-Sammlung
- Gaudete jubilate o gentes, Verlag C. Hofius Ammerbuch, 2007
- Hodie apparuerunt voluptates, Manuskript in Düben-Sammlung
- Laetamini cum Jerusalem, Manuskript in Düben-Sammlung
- Laeta nobis refulget dies, Manuskript in Düben-Sammlung
- Laetantes canite diem laetitia, Manuskript in Düben-Sammlung, Verlag C. Hofius Ammerbuch, 2008
- Laetatus sum in his, Manuskript in Düben-Sammlung
- Laudate Dominum omnes gentes, Manuskript in Düben-Sammlung, Verlag C. Hofius Ammerbuch, 2007
- Laudate Pueri Dominum, Verlag C. Hofius Ammerbuch, 2007
- Magnificat zu 5 Stimmen und b.c.
- Magnificat concertata con instromenti di 6 tono für 9-stimmigen Chor und Instrumente, Verlag C. Hofius Ammerbuch, 2007
- Quare suspiras in dolore anima mea, Manuskript in Düben-Sammlung
- Serve bone et fidelis
- Tobiae oratorium, Oratorium[8]
- Victoria Passionis Christi, Oratorium[8]
- Lataneien und geistliche Lieder zu zwei, drei, vier und fünf Stimmen. Opus Quartum, Band 5 der Gesamtausgabe
- Sein Schaffen für das Oratorium. Daniele, David fugiens a facie Saul, Tobiae, Turbabuntur impii terrore, Victoria Passionis Christi, Trompetenkonzert. Band 20 der Gesamtausgabe.